# Aeronautics Dominator

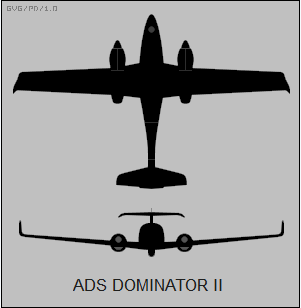

Aeronautics Dominator (Dominator XP) — беспилотный разведывательный самолёт (БПЛА).
Производится израильской компанией Aeronautics Defense Systems. В бортовой комплекс входят средства связи и обмена данными, имеет сменную полезную нагрузку. Разработан на базе двухдвигательного четырёхместного пассажирского самолёта Diamond DA42.
Находятся на вооружении ЦАХАЛа. Министерство обороны Мексики в 2014 году подписало контракт с израильской компанией на поставку двух беспилотных летательных аппаратов Dominator XP.

## Лётно-технические характеристики
- Двигатели: 2-двигательный. Возможны 3 варианта комплектации:
  - 2 дизельных двигателя TAE Centurion 2.0 Turbo Diesel по 135 л. с. каждый (модификация DA42 TDI)
  - 2 турбодизеля Austro Engine AE 300 по 168 л. с. (модификация DA42 NG)
  - 2 бензиновых двигателя Lycoming I0-360 по 180 л. с. (модификация DA42 L360)
- максимальная высота полёта — 9,2 тысяч метров
- максимальная скорость — 350 км/ч
- продолжительность полёта — 28 часов
- масса полезной нагрузки — 300 кг